# Alter Pfarrhof (Tannheim)
Der Alte Pfarrhof ist ein im Jahre 1516 während der Amtszeit von Reichsabt Andreas I. Kindscher errichteter, ehemaliger Pfarrhof in Tannheim im Landkreis Biberach in Oberschwaben.

## Geschichte und Bauwerk
Das historische Bauwerk steht in der Nähe des Friedhofs der Gemeinde unterhalb des Funkenberges und hat die Anschrift Am alten Pfarrhof 8. Es ist in Fachwerkbauweise errichtet und hat über Erdgeschoss und erstem Stockwerk ein ausgebautes Dachgeschoss. Das Bauwerk ist in seiner Längsachse geostet. Während der Amtszeit von Abt Gerwig Blarer wurde der Pfarrhof 1550 innen renoviert und reichhaltig ausgestattet.
Während des Dreißigjährigen Kriegs erschlugen Soldaten im alten Pfarrhof den Geistlichen Johann Martin Hermanuz.
Nach dem Neubau der Pfarrkirche St. Martin im Jahre 1702 wurde 1710 bei der Kirche der neue Pfarrhof errichtet, im 20. Jahrhundert saniert und aus dem kirchlichen Vermögen an Privat verkauft.